# Милецкий, Вениамин Михайлович
Вениамин Михайлович Милецкий (1918—1993) — капитан Советской Армии, участник Великой Отечественной войны, Герой Советского Союза (1945).

## Биография
Вениамин Милецкий родился 23 октября 1918 года в селе Каскелен (ныне — Алматинская область Казахстана). Окончил два курса Алма-Атинского горного института. В 1939 году Милецкий был призван на службу в Рабоче-крестьянскую Красную Армию. Участвовал в боях советско-финской войны. В 1941 году Милецкий окончил Ташкентскую военную авиационную школу штурманов. С октября того же года — на фронтах Великой Отечественной войны.
К марту 1945 года капитан Вениамин Милецкий был штурманом эскадрильи 373-го бомбардировочного авиаполка 188-й бомбардировочной авиадивизии 15-й воздушной армии 2-го Прибалтийского фронта. К тому времени он совершил 305 боевых вылетов на бомбардировку скоплений боевой техники и живой силы противника, его важных объектов, нанеся ему большие потери, а также на воздушную разведку и доставку грузов партизанам.
Указом Президиума Верховного Совета СССР от 18 августа 1945 года капитан Вениамин Милецкий был удостоен высокого звания Героя Советского Союза с вручением ордена Ленина и медали «Золотая Звезда».
В 1946 году Милецкий был уволен в запас. Проживал в Риге. Умер 10 января 1993 года.
Был также награждён двумя орденами Красного Знамени, двумя орденами Отечественной войны 1-й степени, рядом медалей.